# Lychas burdoi
Lychas burdoi je africký štír z čeledi Buthidae.

## Popis
Jeho zbarvení je žluté s černými nebo černohnědými skvrnami. Toto zbarvení tvoří na kůře stromů dokonalé mimikry. Tento štír dorůstá do 4 cm. Lychas burdoi bývá zaměňován za štíry rodu Uroplectes. U tohoto druhu nelze bezpečně rozeznat samce a samici. Jediný možný způsob je v menší velikosti samce než samice.

## Areál rozšíření
Druh je rozšířen v Keni, Mosambiku, Malawi, Tanzanii, Středoafrické republice, Zairu, Zambii a Zimbabwe. Bodnutí není příliš nebezpečné.